# Гимн Ненецкого автономного округа
Гимн Ненецкого автономного округа (нен. Гимн Ненэцие” автономной округхы) — один из символов Субъекта Российской федерации Ненецкого автономного округа. Утвержден 23 апреля 2008 года 

## Текст гимна

### Нарусском языке
Поём тебя, Ненецкий округ,

Великой России опора!

Да здравствует край заполярный,

Родимые наши просторы!

Надёжный форпост нерушимой

Единой Российской Державы,

Для Родины нашей любимой

Источник богатства и славы!

Припев:

Наш округ  заполярный,

Родной, любимый край,

Тебе поём мы славу,

Живи и процветай!

Здесь издавна трудятся вместе

И ненец, и русский, и коми,

И всем есть достойное место

В приветливом северном доме.

Сердца в унисон наши бьются

Под светом полярных сияний:

На Севере люди - как братья,

Недаром они - северяне!

Припев:

Наш округ заполярный,

Родной, любимый край,

Тебе поём мы славу,

Живи и процветай!

Здесь много и газа, и нефти,

Богато оленями стадо,

Полны свежей рыбою сети,

Другой нам Отчизны не надо!

Поём тебя, Ненецкий округ,

Великой России опора.

Да здравствует Север любимый –

Бескрайние тундры просторы.

Припев:

Наш округ заполярный,

Родной, любимый край,

Тебе поём мы славу,

Живи и процветай!

### Наненецком языке
Ӈарка Россияна”  енабцэй

Округӈэсь, сит хынтабива”!

Таӈгана мэбета яхана

Ӈэрмва” пилибт” илея!

Мэёвна перена форпоства”-

Российской Державана” сюдбя.

Мэнена  сое”ма  яна” ед

Сава илебцва” миӈая!

Ӈэрм  яхы маня” округвов”,

Сямянхат юнета ява,

Тисьдева саву”ламбадава” 

Ӈоб” нерня” вадёдан”.

Ненэцял, луцарэй, ӈызмарэй ӈод”

Ӈахэт ивъерэй манзара”.

Ӈобкана мэта Ӈэрм хардаханов

Хусувэна” мэта яда таняӈов.

Ялумбэй Ӈэрм харпорма серэй

Сейкуна’’ мал’ ӈобнзер” ла”нарӈа’’.

Ӈэрм яхяна хибярир нятнарха,

Ӈадьбята малмбоё ӈэрмдерараха”.

Ӈэрм  яхы маня” округвов”,

Сямянхат юнета ява,

Тисьдева саву”ламбадава” 

Ӈоб” нерня” вадёдан”.

Тюкона  я’ инд”,я’ тебтар ӈока.

Выӈгы тэрэй ӈобтарем’ ӈоков.

Халя нямзэхэ”, поӈган’ еремга.

Ӈани тэнз я нянана” ни тара”!

Россияна” енабцӈэ  мэтаӈэсь,

Ненэця округ, сит хынотамбивов.

Сюдбя Россияна” енабцӈэсь,

Мэнена Ӈэрмва” тяха” мирнаёв.

Ӈэрм  яхы маня” округвов”,

Сямянхат юнета ява,

Тисьдева саву”ламбадава” 

Ӈоб” нерня” вадёдан”.

## История
Конкурс на создание гимна Ненецкого автономного округа был объявлен в начале 2006 года. Первый этап – выбор текста – завершился в мае 2006 года. Лучшим вариантом стихотворного произведения были признаны стихи ненецкой поэтессы Инги Артеевой. Композитором гимна стала Татьяна Артемьева – концертмейстер детской школы искусств города Нарьян-Мара
15 июля 2014 года гимн впервые прозвучал на ненецком языке